# B・M・W
「B・M・W」（ビー・エム・ダブリュー）は、日本のバンド、SNAIL RAMPの3枚目のシングル。1999年12月8日発売。
初回限定ビニール仕様。前作に続きオリコントップ10入りを果たす。

## 収録曲
1. B・M・W
2. Mamma Maria